# Val-d'Isère
Val-d'Isère (Laval in francoprovenzale; in italiano Val d'Isero) è un comune francese di 1 589 abitanti situato nel dipartimento della Savoia della regione dell'Alvernia-Rodano-Alpi.
Il comune è parte integrante (insieme a Tignes) di un'area montana a vocazione turistica e sportiva denominata Espace Killy, che ospita regolarmente competizioni sciistiche.
Si trova lungo il corso del fiume Isère.

## Società

### Evoluzione demografica
Abitanti censiti